# Замок Аарбург (Швейцарія)

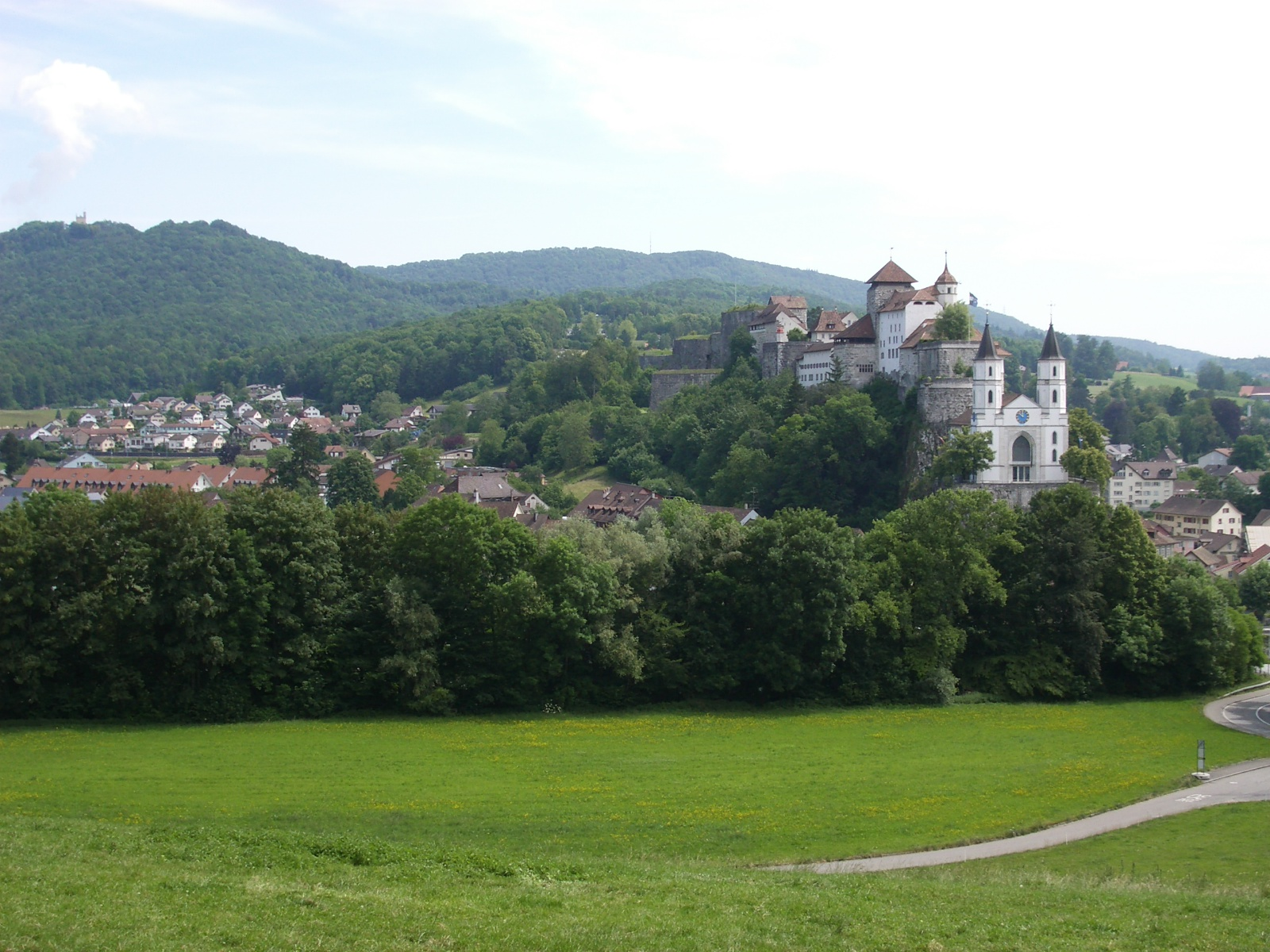
Місто Аарбург з однойменним замком

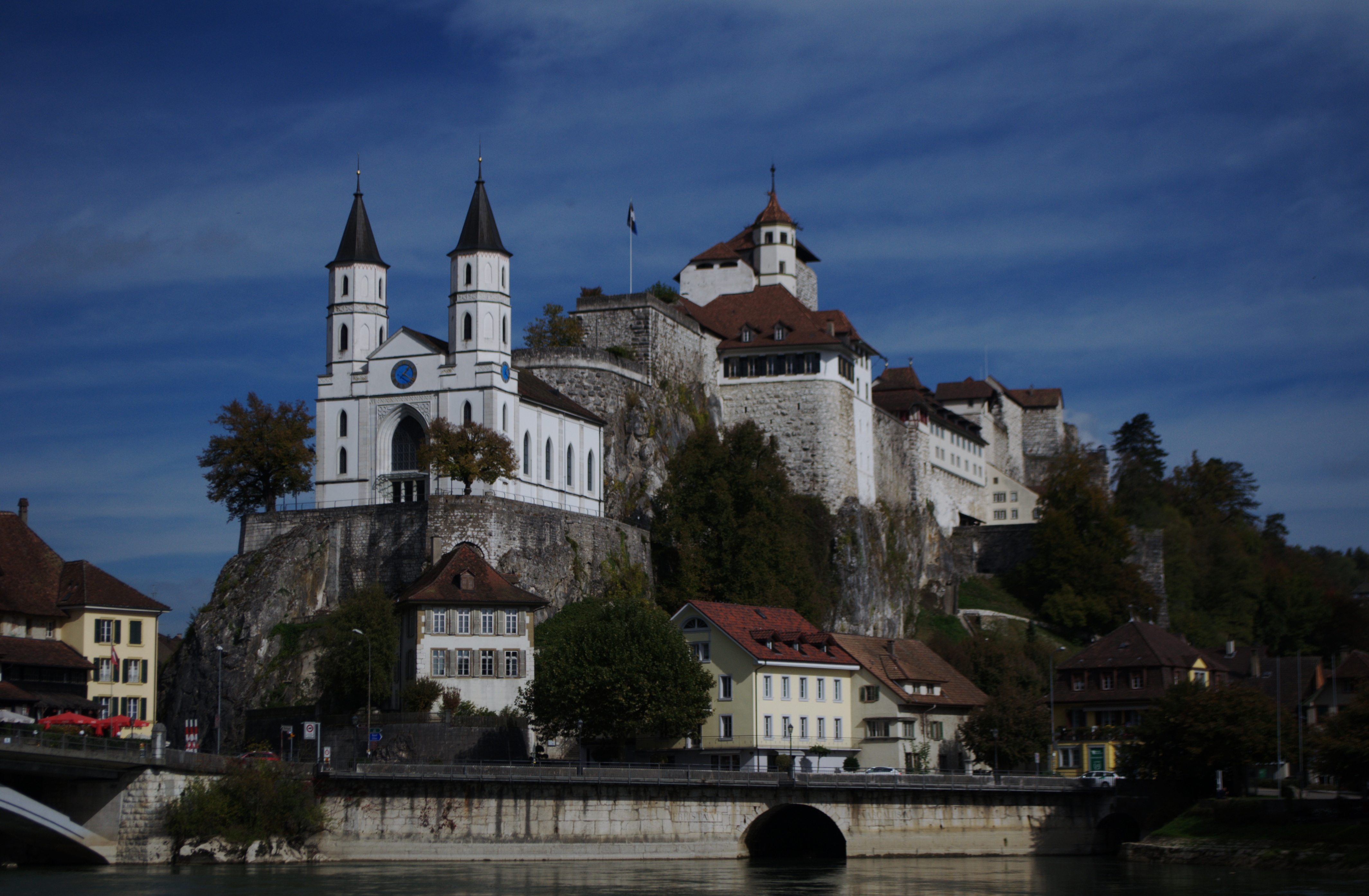
Аарбургський замок над річкою Ааре

Замок Аарбург (нім. Festung Aarburg) — історичний замок у місті Аарбург у Швейцарії в кантоні Ааргау. Замок включений до списку об'єктів національної історичної спадщини Швейцарії.

## Історія
Дату побудови замку Аарбург точно не встановлено. Однак, ймовірно, він був закладений у 1200-х роках правителями Бюрона. Будівля згадується вперше у хроніках початку XIII століття як володіння графів Фройбурга. Новий замок став центром фогства, покликаного контролювати торговий маршрут, що проходив з півночі на південь річкою Ааре. Крім фогту у фортеці у ньому засідав вищий судовий орган. У 1299 році Фройбурги продали фогство і замок Габсбургам. Після 1330 в замку оселився рід фон Кріхів з нижнього дворянського стану, що перебував на службі у Габсбургів.
20 квітня 1415 року, після нетривалої облоги, Аарбург був захоплений армією Берна. Влада Берна призначила замок резиденцією судового виконавця області Ааргау. Наприкінці XV і XVI століттях, замок пройшов кілька етапів реконструкції. У 1470-ті повністю перебудували його палац. Наступні зміни, що тривали XVII столітті (1650 -1670-ті роки), призвели до створення великого барокового комплексу. З 1666 року у фортеці перебував постійний гарнізон, а на губернатора покладено обов'язки військового коменданта. Частина замку служила в'язницею, в'язнями якої були як кримінальні злочинці, так і політичні в'язні. Одним із них був Жак-Бартоломью Мікелі де Крюс, відомий женевський військовий інженер, учений та картограф. За свої політичні погляди він у 1746 році був заарештований і відправлений до Аарбурга, де й провів свої останні роки.
10 березня 1798 року фортецю без бою зайняла французька армія. У 1804 році знову створений кантон Ааргау взяв замок під своє управління. Спочатку в ньому розміщувалися арсенал та казарми. Потім до 1864 служив як в'язниця, поки від його використання повністю не відмовилися. У 1891 році влада кантону вирішила заснувати в замку виправний інтернат для неповнолітніх злочинців. Цей заклад, відкритий через два роки, став першим подібним закладом у Швейцарії. Поступово система правління цією установою зміщувалась від наведення дисципліни та покарань до освіти. У 1972 році назву цього центру змінили на «Будинок Освіти», а з 1989 року він став «Домом молоді», що більше підходить до його статусу, що змінився.